# Worms: The Director's Cut
Worms: The Director's Cut is een strategiespel dat werd ontwikkeld door Team17 Software Limited en uitgebracht door Ocean Software. Het spel kwam in 1997 uit voor de Commodore Amiga. 
Het spel is een beurtgebaseerd strategiespel. Elke speler bestuurt een aantal krijgszuchtige wormen en door middel van wapens kan de tegenpartij worden bestreden. Het spel kan tegen de computer gespeeld worden of tegen een menselijke tegenstander. In het spel zijn de wapens heftiger en destructiever dan bij de voorganger van het spel. Nieuwe elementen bij deze versie zijn de wapens: Kenny-on-a-Rope, Concrete Donkey, Priceless Ming Vase en de Old Woman and Holy Hand Grenade. Ook bevat het spel een level editor waarmee de speler zelf levels kan maken.

## Ontvangst
| Beoordeeld door | Datum        | Score |
| --------------- | ------------ | ----- |
| AmigaInfo       | maart 1997   | 95%   |
| Amiga Games     | januari 1997 | 94%   |